# Tsuzumi

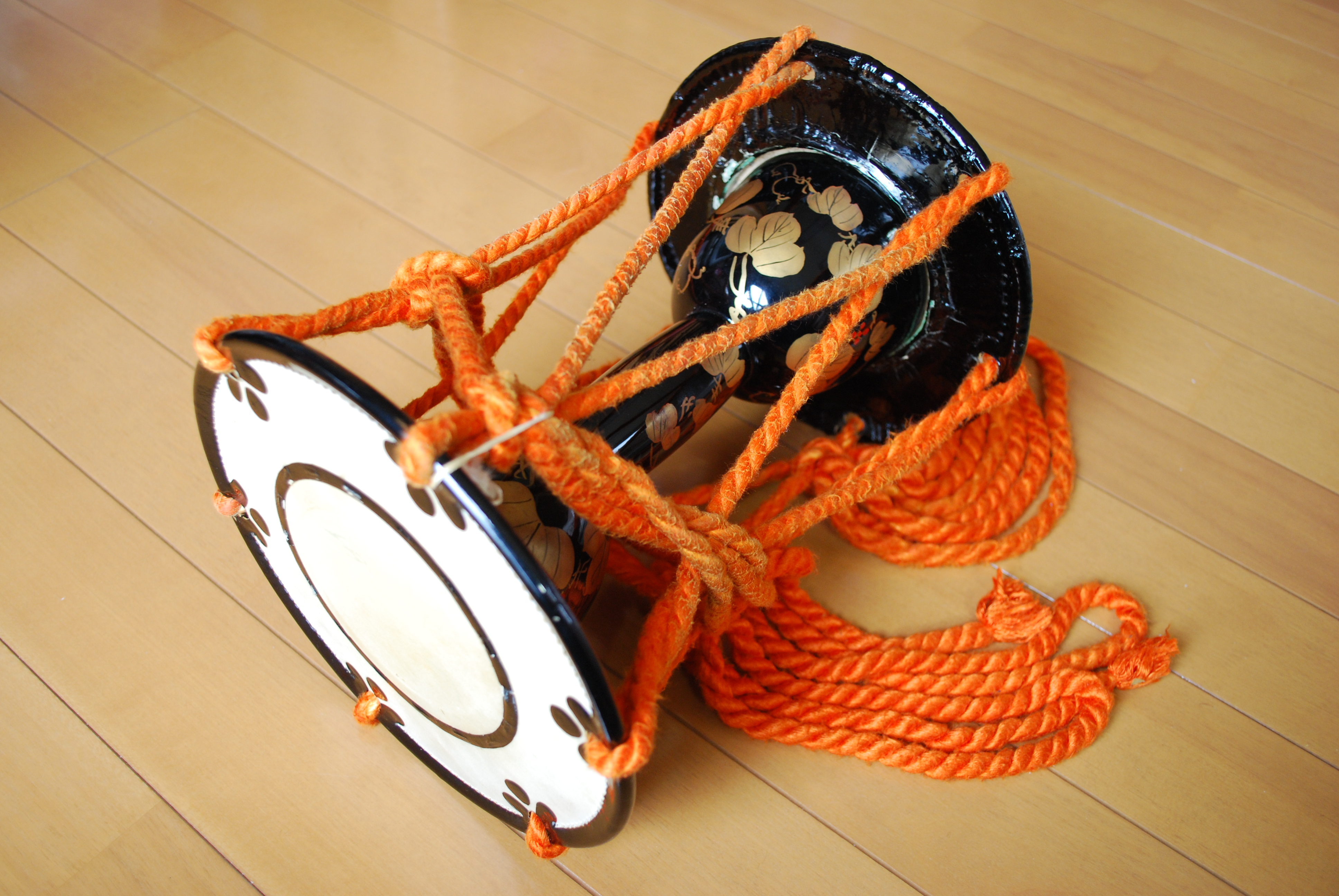
Kotsuzumi

Tsuzumi (jap. 鼓), auch kotsuzumi (小鼓), ist eine bei traditionellen Aufführungen in Japan gespielte Sanduhrtrommel. Der Korpus der Handtrommel hat die Form eines Doppelkelchs mit einem sehr dünnen Mittelstück. Sie ist mit der koreanischen janggu verwandt.

## Spielweise
Die tsuzumi ist die einzige Trommel Japans, die mit den Händen gespielt wird. Alle anderen Trommeln wie z. B. die taiko werden mit Schlägeln (bachi) gespielt. Normalerweise legt der Musiker die tsuzumi über eine Schulter und schlägt sie mit beiden Händen.
Heute wird die tsuzumi vor allem im Kabuki und im Nō-Theater gespielt. Auch bei den Geishas ist die tsuzumi z. B. beim Miyako-Odori noch immer im Einsatz, genauso wie in der traditionellen japanischen Volksmusik.

## Name
Das Schriftzeichen 鼓 (japanisch: tsuzumi oder sinojapanisch: ko) bezeichnete früher, wie bis heute im Chinesischen gu, jede Art von Trommel, weswegen auch die großen taiko mit diesem Schriftzeichen geschrieben werden. Aus diesem Grund werden die Handtrommeln auch als kotsuzumi (japanisch) oder seltener shōko (sinojapanisch) „kleine Trommel“ bezeichnet.
Die japanische Lesung tsuzumi soll entweder aus dem Sanskrit dundubhi bzw. dudubhi für altindische Trommeln (Kriegstrommeln mit einem hölzernen Korpus, möglicherweise Kesseltrommeln) oder dem chinesischen dōutánɡǔ (chinesisch 都曇鼓 / 都昙鼓) entliehen sein.